# 카사칼렌다
카사칼렌다(이탈리아어: Casacalenda)는 이탈리아 몰리세주 캄포바소도의 코무네다. 캄포바소로부터 북동쪽 25 km 거리에 있다.